# Marilyn Strickland
Marilyn Strickland (Seúl, 1962) es una política y empresaria estadounidense que fue la 38.ª alcaldesa de Tacoma, Washington, de 2010 a 2018. Es la representante electa del 10º distrito del Congreso de Washington y asumirá el cargo el 3 de enero de 2021.

## Trayectoria
Nació en 1962 en Seúl, Corea del Sur, hija de madre coreana y padre afroestadounidense, y se mudaron a Tacoma, Washington en 1967 después de que su padre fuera destinado a Fort Lewis. Se crio en el barrio de South End de Tacoma y asistió a la Escuela de Secundaria Mount Tahoma. Obtuvo un título en negocios de la Universidad de Washington y un Maestría en Administración de Empresas (MBA) de la Universidad Clark Atlanta.
Después de graduarse de la Universidad de Washington, Strickland aprovechó una oportunidad de trabajo en la empresa de seguros Northern Life Insurance desempeñando trabajo de oficina. Fue presentada al alcalde de Seattle, Norm Rice, en un almuerzo, que le sugirió que continuara su formación. Cuando terminó su MBA, comenzó a trabajar en la cadena de cafeterías Starbucks como gerente de su negocio en línea. Posteriormente, formó parte del lanzamiento del servicio público de banda ancha por cable de la ciudad de Tacoma, llamado Click!, trabajando con una agencia de publicidad para ayudar a aumentar el apoyo público.
Tras varios años trabajando en el sector privado, Strickland fue elegida para formar parte del Consejo de la Ciudad de Tacoma. Fue miembro del consejo durante dos años antes de ser elegida como alcaldesa de 2010 a 2018. Fue la primera asiática elegida como alcaldesa de Tacoma, así como la primera mujer afroamericana en ese cargo. Strickland usó sus conexiones en China y Vietnam para atraer inversores extranjeros, contactos que culminaron con la visita a Tacoma del presidente chino Xi Jinping.
En mayo de 2010, la Junta de Ética de Tacoma sancionó a Strickland por aceptar millas de viajero frecuente de un empresario local para un viaje oficial a Asia. Strickland aceptó la sanción y devolvió el valor de las millas de viajero frecuente al hombre de negocios. Al final de su mandato como alcaldesa, Strickland fue contactada por la Cámara de Comercio Metropolitana de Seattle para que fuera su presidenta. Durante su mandato en esta organización, se opuso al "Seattle head tax", el impuesto sobre las horas de trabajo de los empleados (EHT) propuesto para ser recaudado por los grandes empleadores en Seattle.
Strickland ha sido descrita como una política moderada o centrista.

### Elecciones al Congreso de 2020
Strickland dejó la Cámara de Comercio a principios de 2020, y declaró su candidatura para el 10º distrito del Congreso de Washington en las Elecciones presidenciales de Estados Unidos de 2020, un puesto que había quedado vacante por el titular Denny Heck. Fue respaldada por varios políticos y periódicos, y en las primarias del 4 de agosto, se colocó primera en una carrera de 19 candidatos. Strickland y la segunda finalista, la diputada demócrata Beth Doglio, pasaron a las elecciones presidenciales de noviembre.
En las Elecciones presidenciales, Strickland derrotó a Doglio para convertirse en representante electa. Asumirá el cargo el 3 de enero de 2021. Cuando se siente como miembro del 117 Congreso de los Estados Unidos, será la primera representante negra de los Estados Unidos en el Noroeste del Pacífico y la primera mujer coreana-americana en el Congreso.